# Lepidorrhachis mooreana
Lepidorrhachis es un género con una única  especie de planta perteneciente a la familia  de las palmeras (Arecaceae): Lepidorrhachis mooreana (F.Muell.) O.F.Cook (1927). Está restringida a la isla Lord Howe. 

## Descripción
Estas pequeñas palmeras tienen un tronco solitario que alcanza los 3,5 m de altura, con 15 cm de diámetro; lo rodean prominentes cicatrices de las hojas caídas, los troncos son  verdes en la base y por lo general de color gris cerca de la corona. La hoja de 1,5 m de longitud  es pinnada, arqueada y ascendente, con foliolos de 60 cm de largo, lanceolados de color verde oscuro.  Las hojas son pecioladas, y están cubiertas de escamas.  La inflorescencia es corta, espesa, y muy ramificada, surge en un nodo por debajo de la rudimentaria corona, que lleva tanto  flores masculinas como femeninas con tres sépalos y tres pétalos. El fruto, conocido por atraer a las ratas, es esférico o casi, de color rojo en la madurez, con una semilla.

## Distribución y hábitat
Es endémica de la isla Lord Howe, donde vive a grandes alturas, desde los 800 metros, en los bosques nublados de las montañas Gower y Lidgbird. Se encuentra envuelta constantemente por el aire fresco y ventoso, en un clima extremadamente húmedo. Crecen en cualquier tipo de suelo, pero no resiste las heladas.

## Taxonomía
Lepidorrhachis mooreana fue descrita por (F.Muell.) O.F.Cook y publicado en Journal of Heredity 18: 408. 1927.
Etimología
Lepidorrhachis: nombre genérico que proviene de dos palabras griegas que significan "escala" y "raquis". 
mooreana: epíteto otorgado en honor de Charles Moore, el primer director del Real Jardín Botánico de Sídney.
Sinonimia
- Clinostigma moorei F.Muell.
- Kentia mooreana F.Muell. 1870.
- Clinostigma mooreanum (F.Muell.) H.Wendl. & Drude (1875).[5]